# 戈龍戈薩
18°41′S 34°04′E / 18.683°S 34.067°E

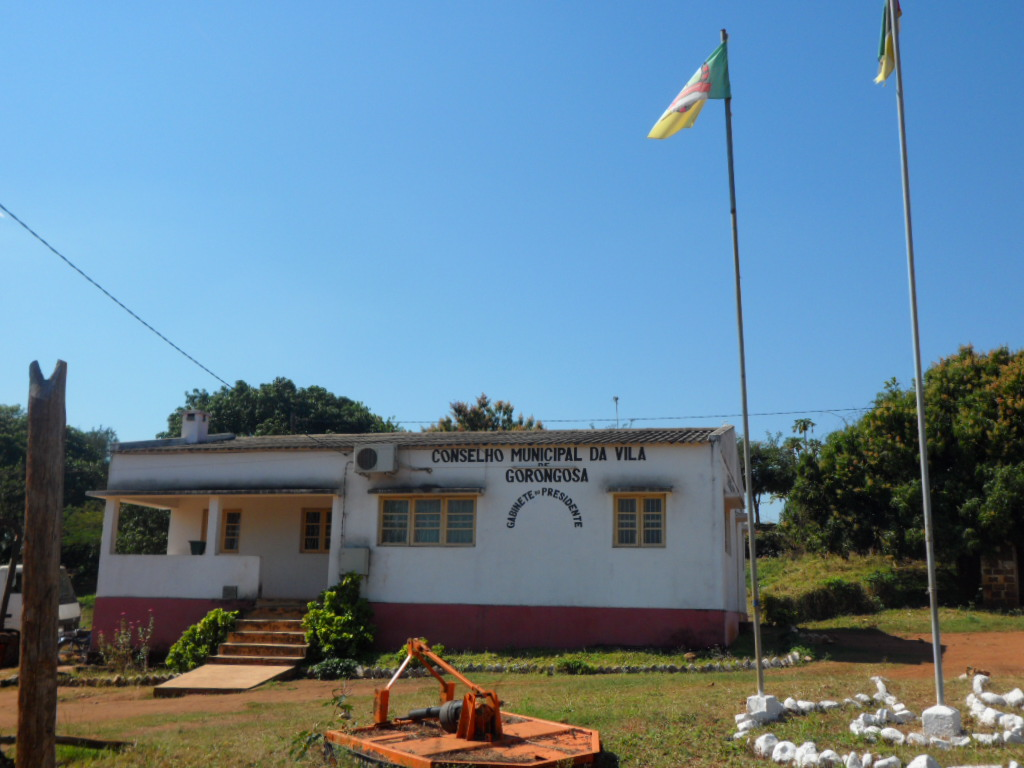
戈龍戈薩的市議會

戈龍戈薩（葡萄牙語：Gorongosa），是莫桑比克的城鎮，位於該國中東部，由索法拉省負責管轄，是戈龍戈薩區的首府，處於戈龍戈薩國家公園附近，1997年人口11,968。